# Campionati svedesi di sci alpino 2016
I Campionati svedesi di sci alpino 2016 si sono svolti a Duved e a Funäsdalen dal 4 al 9 aprile. Il programma ha incluso gare di discesa libera, supergigante, slalom gigante, slalom speciale e combinata, tutte sia maschili sia femminili, ma le gare di discesa libera sono state annullate.
Trattandosi di competizioni valide anche ai fini del punteggio FIS, vi hanno partecipato anche sciatori di altre federazioni, senza che questo consentisse loro di concorrere al titolo nazionale svedese. 

## Risultati

### Uomini

#### Discesa libera
La gara, originariamente in programma il 6 aprile a Duved, è stata annullata.

#### Supergigante
| Pos. | Atleta               | Nazione  | Tempo   |
| ---- | -------------------- | -------- | ------- |
| 1    | Alexander Köll       | Svezia   | 1:09,50 |
| 2    | Mattias Rönngren     | Svezia   | 1:10,16 |
| 3    | Max-Gordon Sundquist | Svezia   | 1:10,20 |
| 4    | Anthon Cassman       | Svezia   | 1:10,41 |
| 5    | Gustav Lundbäck      | Svezia   | 1:10,70 |
| 6    | Andreas Alfredsen    | Norvegia | 1:10,72 |
| 7    | Filip Platter        | Svezia   | 1:10,74 |
| 8    | Odin Hjartarson      | Svezia   | 1:10,76 |
| 9    | Zack Monsén          | Svezia   | 1:10,80 |
| 10   | Erlend Øveraas       | Norvegia | 1:11,01 |

Data: 7 aprile

Località: Duved

Ore: 

Pista: 

Partenza: 814 m s.l.m.

Arrivo: 453 m s.l.m.

Dislivello: 361 m

Tracciatore: Heinz Peter Platter

#### Slalom gigante
| Pos. | Atleta               | Nazione  | Tempo   |
| ---- | -------------------- | -------- | ------- |
| 1    | André Myhrer         | Svezia   | 1:53,32 |
| 2    | Mattias Rönngren     | Svezia   | 1:53,98 |
| 3    | Kristoffer Jakobsen  | Svezia   | 1:54,20 |
| 4    | Tobias Windingstad   | Norvegia | 1:54,21 |
| 5    | Max-Gordon Sundquist | Svezia   | 1:54,73 |
| 6    | Timon Haugan         | Norvegia | 1:54,86 |
| 7    | Albert Bäckman       | Svezia   | 1:54,93 |
| 8    | Gustav Lundbäck      | Svezia   | 1:55,02 |
| 9    | Kristoffer Berger    | Norvegia | 1:55,06 |
| 10   | Erling Astrup Sjøtun | Norvegia | 1:55,14 |

Data: 9 aprile

Località: Funäsdalen

1ª manche:

Ore: 

Pista: 

Partenza: 935 m s.l.m.

Arrivo: 640 m s.l.m.

Dislivello: 295 m

Tracciatore: Erika Holmberg

2ª manche:

Ore: 

Pista: 

Partenza: 935 m s.l.m.

Arrivo: 640 m s.l.m.

Dislivello: 295 m

Tracciatore: Anders Andersson

#### Slalom speciale
| Pos. | Atleta                      | Nazione  | Tempo   |
| ---- | --------------------------- | -------- | ------- |
| 1    | André Myhrer                | Svezia   | 1:43,37 |
| 2    | Gustav Lundbäck             | Svezia   | 1:44,43 |
| 3    | Kristoffer Jakobsen         | Svezia   | 1:44,69 |
| 4    | Emil Johansson              | Svezia   | 1:45,52 |
| 5    | Anton Lahdenperä            | Svezia   | 1:45,54 |
| 6    | Bjørn Brudevoll             | Norvegia | 1:46,26 |
| 7    | Dan-Axel Grahn              | Svezia   | 1:46,30 |
| 8    | Henrik Fjeldavlie Munkejord | Norvegia | 1:46,65 |
| 9    | Rickard Kåhre               | Svezia   | 1:46,70 |
| 10   | Vegard Busengdal            | Norvegia | 1:46,78 |

Data: 8 aprile

Località: Funäsdalen

1ª manche:

Ore: 

Pista: 

Partenza: 815 m s.l.m.

Arrivo: 640 m s.l.m.

Dislivello: 175 m

Tracciatore: Linn Nordlöf

2ª manche:

Ore: 

Pista: 

Partenza: 815 m s.l.m.

Arrivo: 640 m s.l.m.

Dislivello: 175 m

Tracciatore: Anders Andersson

#### Combinata
| Pos. | Atleta                  | Nazione  | Tempo   |
| ---- | ----------------------- | -------- | ------- |
| 1    | Alexander Köll          | Svezia   | 1:49,92 |
| 2    | Max-Gordon Sundquist    | Svezia   | 1:50,44 |
| 3    | Gustav Lundbäck         | Svezia   | 1:50,52 |
| 4    | Albert Bäckman          | Svezia   | 1:51,14 |
| 5    | Zack Monsén             | Svezia   | 1:51,21 |
| 6    | Mattias Rönngren        | Svezia   | 1:51,52 |
| 7    | Anthon Cassman          | Svezia   | 1:51,62 |
| 8    | Olle Sundin             | Svezia   | 1:51,73 |
| 9    | Thomas Bakke Vassbotn   | Norvegia | 1:52,44 |
| 10   | Sander Karlsen Guldseth | Norvegia | 1:52,65 |

Data: 7 aprile

Località: Duved

1ª manche:

Ore: 

Pista: 

Partenza: 814 m s.l.m.

Arrivo: 453 m s.l.m.

Dislivello: 361 m

Tracciatore: Heinz Peter Platter

2ª manche:

Ore: 

Pista: 

Partenza: 

Arrivo: 

Dislivello: 

Tracciatore: Thomas Ericson

### Donne

#### Discesa libera
La gara, originariamente in programma il 6 aprile a Duved, è stata annullata.

#### Supergigante
| Pos. | Atleta           | Nazione  | Tempo   |
| ---- | ---------------- | -------- | ------- |
| 1    | Kajsa Kling      | Svezia   | 1:11,89 |
| 2    | Lisa Blomqvist   | Svezia   | 1:13,30 |
| 3    | Jonna Luthman    | Svezia   | 1:13,65 |
| 4    | Paulina Grassl   | Svezia   | 1:14,13 |
| 5    | Ida Dannewitz    | Svezia   | 1:14,17 |
| 6    | Lisa Hörnblad    | Svezia   | 1:14,22 |
| 7    | Lovisa Grant     | Svezia   | 1:14,33 |
| 8    | Hannah Sæthereng | Norvegia | 1:14,74 |
| 9    | Anna Holmlund    | Svezia   | 1:14,77 |
| 10   | Fanny Axelsson   | Svezia   | 1:15,29 |

Data: 7 aprile

Località: Duved

Ore: 

Pista: 

Partenza: 814 m s.l.m.

Arrivo: 453 m s.l.m.

Dislivello: 361 m

Tracciatore: Heinz Peter Platter

#### Slalom gigante
| Pos. | Atleta                  | Nazione  | Tempo   |
| ---- | ----------------------- | -------- | ------- |
| 1    | Kajsa Kling             | Svezia   | 1:55,30 |
| 2    | Frida Hansdotter        | Svezia   | 1:55,77 |
| 3    | Lovisa Grant            | Svezia   | 1:56,24 |
| 4    | Thea Louise Stjernesund | Norvegia | 1:56,35 |
| 5    | Marte Berg Edseth       | Norvegia | 1:56,72 |
| 6    | Elsa Håkansson-Fermbäck | Svezia   | 1:56,73 |
| 7    | Hildur Karlsson         | Svezia   | 1:56,83 |
| 8    | Lisa Hörnblad           | Svezia   | 1:56,96 |
| 9    | Kristin Lysdahl         | Norvegia | 1:57,02 |
| 10   | Kaja Norbye             | Norvegia | 1:57,06 |

Data: 9 aprile

Località: Funäsdalen

1ª manche:

Ore: 

Pista: 

Partenza: 935 m s.l.m.

Arrivo: 640 m s.l.m.

Dislivello: 295 m

Tracciatore: Mika Wilhelmsson

2ª manche:

Ore: 

Pista: 

Partenza: 935 m s.l.m.

Arrivo: 640 m s.l.m.

Dislivello: 295 m

Tracciatore: Erika Holmberg

#### Slalom speciale
| Pos. | Atleta                  | Nazione  | Tempo   |
| ---- | ----------------------- | -------- | ------- |
| 1    | Maria Pietilä Holmner   | Svezia   | 1:42,53 |
| 2    | Emelie Wikström         | Svezia   | 1:42,98 |
| 3    | Lisa Blomqvist          | Svezia   | 1:43,06 |
| 4    | Lelde Gasūna            | Lettonia | 1:43,84 |
| 5    | Paulina Grassl          | Svezia   | 1:43,92 |
| 6    | Elsa Håkansson-Fermbäck | Svezia   | 1:44,73 |
| 7    | Kajsa Vickhoff Lie      | Norvegia | 1:44,83 |
| 8    | Vera Håkansson-Fermbäck | Svezia   | 1:44,86 |
| 9    | Marte Berg Edseth       | Norvegia | 1:44,98 |
| 10   | Lovisa Grant            | Svezia   | 1:45,05 |

Data: 8 aprile

Località: Funäsdalen

1ª manche:

Ore: 

Pista: 

Partenza: 815 m s.l.m.

Arrivo: 640 m s.l.m.

Dislivello: 175 m

Tracciatore: Inger Svandal

2ª manche:

Ore: 

Pista: 

Partenza: 815 m s.l.m.

Arrivo: 640 m s.l.m.

Dislivello: 175 m

Tracciatore: Magnus Andersson

#### Combinata
| Pos. | Atleta           | Nazione  | Tempo   |
| ---- | ---------------- | -------- | ------- |
| 1    | Kajsa Kling      | Svezia   | 1:53,95 |
| 2    | Lisa Blomqvist   | Svezia   | 1:55,62 |
| 3    | Paulina Grassl   | Svezia   | 1:55,68 |
| 4    | Ida Dannewitz    | Svezia   | 1:56,46 |
| 5    | Lovisa Grant     | Svezia   | 1:56,52 |
| 6    | Lisa Hörnblad    | Svezia   | 1:57,14 |
| 7    | Hannah Sæthereng | Norvegia | 1:57,15 |
| 8    | Emma Stenvall    | Svezia   | 1:58,14 |
| 9    | Agnese Āboltiņa  | Lettonia | 1:58,35 |
| 10   | Fanny Axelsson   | Svezia   | 1:58,47 |

Data: 7 aprile

Località: Duved

1ª manche:

Ore: 

Pista: 

Partenza: 814 m s.l.m.

Arrivo: 453 m s.l.m.

Dislivello: 361 m

Tracciatore: Heinz Peter Platter

2ª manche:

Ore: 

Pista: 

Partenza: 

Arrivo: 

Dislivello: 

Tracciatore: Kristina Hultdin